# Severin
Severin falu és község Horvátországban Belovár-Bilogora megyében.

## Fekvése
Belovár központjától légvonalban 12, közúton 14 km-re délkeletre, a Bilo-hegység déli lejtőin, a 28-as számú főút mentén, Patkovac és Bulinac között, a Severinska-patak mentén fekszik.

## A község települései
A községhez Severinen kívül még Orovac település tartozik.

## Története
A régészeti leletek tanúsága szerint Severin területe már az ókorban lakott volt. A falu temetője közelében a Severinka és a Johovača-patakok közötti enyhe magaslaton található a Selište nevű régészeti lelőhely. A 2011-ben végzett régészeti feltárások során római tegulák és II. Konstantin császár pénzérméje került elő. Ezek alapján az itt állt római villagazdaságot a 4. századra keltezték. A C14-es analízis során megállapítást nyert, hogy ez a hely még a 7. és 8. században is lakott volt. Joggal feltételezhető az itteni népesség kontinuitása egészen a 13. századig. A Belovár-Daruvár úttól jobbra elterülő mocsaras területen, a Severinka hídja mögött, mintegy 200 méterre a mai falu szélétől a középkorban vár állt, melyet Palicsnának neveztek. Ez a vár három halmon álló három részből állt, melyet közös árokrendszer vett körül.
A mai Severin helyén állt középkori települést Palicsnát („Polichna” néven) 1277-ben említik először, amikor az itteni, Severinka-patak menti földek birtokosa Gurk fia Blasio volt. Plébániáját 1334-ben „ecclesia sancti Petri de Palichna” alakban említik először a zágrábi püspökséghez tartozó plébániák között. 1366-ban a „Palychna” néven említett település a Beriszló nemzetséghez tartozó Miklós fia Lukács birtoka lett. Később több birtokosa is volt, többek között a Horváth, a Vitéz és Komarnicai családok. A település neve 15. században Guthi Országh Mihály nádor egy oklevelében személynév részeként már „de Paliczna Zenth Peter” alakban tűnik fel. 1501-ben az egyházközségi összeírásban „Palychna” néven találjuk. 1530-ban Szapolyai János király hívei között szerepel Palychnazentpetheri Ferenc is. A térséget a 16. század közepén elfoglalta a török, lakossága elmenekült vagy fogságba esett. Ezután helye több évtizedig lakatlan volt.
A falu a 17. századtól már Szeverin néven népesült be újra, amikor a török által elpusztított, kihalt területre folyamatosan telepítették be a keresztény lakosságot. 1774-ben az első katonai felmérés térképén „Dorf Szeverin” néven szerepel. A település katonai közigazgatás idején a szentgyörgyvári ezredhez tartozott. Pravoszláv templomát 1750-ben építették. 1755-ben itt volt a katonai hatóságok elleni  ún. szeverini felkelés központja. Lipszky János 1808-ban Budán kiadott repertóriumában „Szeverin” néven szerepel.  
Nagy Lajos 1829-ben kiadott művében „Szeverin” néven 111 házzal, 236 katolikus és 369 ortodox vallású lakossal találjuk.
A katonai közigazgatás megszüntetése után Magyar Királyságon belül Horvát–Szlavónország részeként, Belovár-Kőrös vármegye Belovári járásának része volt. 1857-ben 652, 1910-ben 974 lakosa volt. Az 1910-es népszámlálás szerint a falu lakosságának 59%-a horvát, 30%-a szerb, 6%-a cseh anyanyelvű volt. 1918-ban az új szerb-horvát-szlovén állam, majd később Jugoszlávia része lett. 1941 és 1945 között a németbarát Független Horvát Államhoz, majd a háború után a szocialista Jugoszláviához tartozott. 1991-től a független Horvátország része. 1991-ben lakosságának 72%-a horvát, 12%-a szerb nemzetiségű volt. Severint 1992-ben Belovártól Nova Rača községhez csatolták, majd 1997-ben erről leválasztva új, önálló községközpont lett. 2011-ben a településnek 536, a községnek összesen 877 lakosa volt.

## Lakossága
| Lakosság változása | Lakosság változása | Lakosság változása | Lakosság változása | Lakosság változása | Lakosság változása | Lakosság változása | Lakosság változása | Lakosság változása | Lakosság változása | Lakosság változása | Lakosság változása | Lakosság változása | Lakosság változása | Lakosság változása | Lakosság változása |
| ------------------ | ------------------ | ------------------ | ------------------ | ------------------ | ------------------ | ------------------ | ------------------ | ------------------ | ------------------ | ------------------ | ------------------ | ------------------ | ------------------ | ------------------ | ------------------ |
| 1857               | 1869               | 1880               | 1890               | 1900               | 1910               | 1921               | 1931               | 1948               | 1953               | 1961               | 1971               | 1981               | 1991               | 2001               | 2011               |
| 652                | 739                | 665                | 804                | 882                | 974                | 1.076              | 1.087              | 993                | 937                | 912                | 820                | 760                | 673                | 638                | 536                |

## Nevezetességei
- Palicsna középkori várának maradványai mintegy 200 méterre a mai falu Podrumača nevű részének szélétől, a Belovár-Daruvár úttól nyugatra elterülő mocsaras területen 130 méterre, a Severinka hídja mögött találhatók. A vár három halmon álló három részből állt, melyet közös ovális alaprajzú fal- és árokrendszer vett körül. A sáncokból csak az első, a legbelső látható, a többi sánc maradványa, csak nyomokban figyelhető meg. A vár a török háborúk idején, a 16. században pusztult el. Az egész várhely felszínén középkori (15. és 16. századi) kályha- és cseréptöredékek figyelhetők meg.

- A falu temetője közelében a Severinka és a Johovača-patakok közötti enyhe magaslaton található a Selište nevű régészeti lelőhely. Az itt állt római villagazdaságot a 4. századra keltezték. A 2011-ben végzett régészeti feltárások során római tegulák és II. Konstantin császár pénzérméje került elő.

- A Szent Péter és Pál tiszteletére szentelt templom[7] a tizennyolcadik század végén és a tizenkilencedik század elején épült barokk-klasszicista stílusban. Történelmi jelentőségével és harmonikus építészeti kialakításával jelentős helyet foglal el a Bjelovar-Bilogora régió szakrális építészetében.

## Kultúra
- A község kulturális életének fő szervezője a KUD „Palična” kulturális és művészeti egyesület, melyet 1997-ben 80 taggal alapítottak. Célja a helyi népdalok, néptáncok, népszokások és népviselet megőrzése, bemutatása. Az egyesület három szekcióval alakult, tamburazenekarral, valamint színjátszó és gyermek folklór csoporttal. Azóta felnőtt, valamint idős folklór szekció is alakult.
- A helyi kulturális élet fő eseménye a minden év június 24-én, Keresztelő Szent János ünnepén megrendezett „Severinsko ljeto” azaz Severini nyár rendezvénysorozata.
- Szent Péter és Pál apostolok tiszteletére szentelt pravoszláv temploma 1750-ben épült.
- A Keresztelő Szent János tiszteletére szentelt római katolikus templomot 1996-ban építették.

## Sport
- NK Slavija Severin labdarúgóklub.
- Slavija sporthorgász egyesület

## Egyesületek
- „Orovački brijeg” Severin szőlő és gyümölcstermesztők egyesülete
- ”Srnjak” vadásztársaság
- DVD Severin önkéntes tűzoltó egyesület
- A honvédő háború veteránjainak egyesülete

## Híres emberek
Palisnai János szlavón bán, vránai perjel feltételezett származási helye a középkori Palicsna volt.